# ديفيد جيفري
ديفيد جيفري (بالإنجليزية: David Jeffrey)‏ (28 أكتوبر 1962 في المملكة المتحدة - ) هو مدرب كرة قدم ولاعب كرة قدم أيرلندي شمالي في مركز الدفاع. شارك مع منتخب أيرلندا الشمالية تحت 16 سنة لكرة القدم ومنتخب أيرلندا الشمالية تحت 19 سنة لكرة القدم. أما مع النوادي، فقد لعب مع أردز ومانشستر يونايتد ونادي لينفيلد ونادي لارن ‏.

## وصلات خارجية
- ديفيد جيفري على موقع قاعدة بيانات كرة القدم.إي يو (الإنجليزية)
- ديفيد جيفري على موقع عالم كرة القدم.نت (الإنجليزية)